# Going Dutch
Going Dutch, gelegentlich auch mit kleingeschriebenem dutch, bezeichnet im Englischen die Praxis, dass jede an einer kostenpflichtigen Aktivität teilnehmende Person ihre eigenen Ausgaben selbst trägt, anstatt dass eine einzelne Person die Gesamtkosten für die Gruppe übernimmt. Der Ausdruck stammt ursprünglich aus der Restaurant-Etikette in der westlichen Welt, wo jede Person für ihre eigene Mahlzeit zahlt.
Synonyme sind unter anderem Dutch Date, Dutch Pay, Dutch Treat (die älteste, ursprünglich abwertend gemeinte Form) sowie Doing Dutch.

## Etymologie
Das Oxford English Dictionary führt „go Dutch“ bzw. „Dutch treat“ auf eine Reihe weiterer, teils abwertender oder spöttischer Ausdrücke zurück. Diese entstanden größtenteils im Kontext der Rivalität und Feindseligkeit zwischen Engländern und Niederländern im 17. Jahrhundert, insbesondere während der Englisch-Niederländischen Kriege.

## Entsprechungen in anderen Sprachen
In der türkischen Sprache lautet die entsprechende Redewendung hesabı Alman usulü ödemek („die Rechnung auf deutsche Art bezahlen“), kurz Alman usûlü („auf deutsche Art“).